# Acostemmini
Acostemmini — триба цикадок у складі підродини  Deltocephalinae. Станом на 2022 рік налічує 12 родів та 27 видів, представники яких поширені в Східній Африці, на Мадагаскарі, в Шрі-Ланці та на Новій Гвінеї.
Мешканці лісів, екологія невивчена.

## Опис
Великі й середнього розміру цикадки. Голова з виступом і поперечним валиком між простими вічками. Жилкування передніх крил повне. Формула великих щетинок стегон задніх ніг зазвичай дорівнює 2+2+1.

## Таксономія
Групу вперше виділив британський ентомолог Джон Еванс 1972 року, надавши їй статус підродини та вмістивши до неї кілька африканських та описаний ним новогвінейський рід Telopetulcus, а також роди Acostemma і Eryapus. Натомість кладистичний аналіз 2008-2013 років показав, що група утворює монофілетичну кладу в рамках підродини Deltocephalinae. Таким чином група отримала статус триби. 
До триби станом на 2022 рік входять 12 родів, серед яких:
- Acostemma
- Acostemella
- Alocoelidia
- Caelidioides
- Eryapus
- Iturnoria
- Ikelibeloha
- Protonesis